# Epidendrum perijaense
Epidendrum perijaense är en orkidéart som beskrevs av Germán Carnevali och Gustavo Adolfo Romero. Epidendrum perijaense ingår i släktet Epidendrum och familjen orkidéer.
Artens utbredningsområde är Venezuela. Inga underarter finns listade i Catalogue of Life.